# Auberon Herbert
Auberon Edward William Molyneux Herbert (Highclere, 18 de junio de 1838 - 5 de noviembre de 1906) fue un escritor, teórico, filósofo liberal clásico y miembro del Parlamento Británico, hijo del 3.º Conde de Carnarvon, hermano de Herbert Henry, el 4.º Conde, y padre del 9.º Barón Lucas. Es conocido como el creador del voluntarismo.
Promovió una filosofía libertaria, que varios autores han estimado afín al anarquismo de mercado, y tomó las ideas de Herbert Spencer, dando un paso más allá impulsando un "gobierno" financiado voluntariamente que sólo usa la fuerza en defensa de la libertad individual y la propiedad privada. Sostuvo que el capitalismo de libre mercado es el sistema que sacaría a la población de la pobreza mientras que el socialismo la empobrecería más. 
Herbert fue miembro del Parlamento de Nottingham de 1870-1874. Se desempeñó como Presidente de la cuarta jornada del primer Congreso Cooperativo en 1869.

## Su ideario
El gobierno, sostuvo Auberon Herbert, no debe iniciar la fuerza, sino que siempre debe estar "estrictamente limitado a su legítimo derecho de defender la auto-propiedad y los derechos individuales", y que se para ser coherente en no iniciar la fuerza que debe mantenerse sólo a través de "impuestos voluntarios". Subrayó que "somos gubernamentalistas... formalmente constituido por la nación, empleando en este asunto el método de la fuerza de la mayoría" -sin embargo, utilizando la fuerza sólo en un 
modo defensivo. Se opuso firmemente a la idea de que iniciación de la fuerza puede ser legítima de alguna manera simplemente por constituir una mayoría, el razonamiento de que "Si somos auto-propietarios (y es absurdo, es hacer violencia a la razón suponer que no lo somos), ni un individuo, ni una mayoría, ni un gobierno puede tener derechos de propiedad de otros hombres."
Herbert recomienda un "organismo central" para defender la libertad y la propiedad que esté financiado por un "impuesto voluntario", llamándolo "gobierno". En su ensayo "A Politician in Sight of Haven", Herbert discute la franquicia, indicando que se limitaría a aquellos que pagaran un voluntario "impuesto a la renta", todo "el que pague tendrá derecho al voto; los que no pagan se quedarían - como es justo - sin la franquicia. No habría ningún otro impuesto." La ley se limitaría estrictamente, por supuesto, y el "el gobierno debe limitarse simplemente a la defensa de la vida y los bienes, tanto en lo que respecta a defensa interna y externa". 
Herbert dice que en "el voluntarismo el Estado sólo emplea la fuerza para repeler la fuerza -para proteger a la persona y la propiedad de la persona contra la fuerza y el fraude; bajo el voluntarismo el Estado defiende los derechos de la libertad, nunca los agrede".

## Herbert y el anarquismo
En un anuncio de la muerte de Herbert, Benjamin Tucker dijo: "Auberon Herbert ha muerto. Fue un verdadero anarquista en todo menos en el nombre. ¡Cuánto mejor (y cuán raro) es ser un anarquista en todo menos en el nombre que un anarquista sólo en el nombre!" Tucker elogió la obra de Herbert como "un magnífico asalto a la idea de la mayoría, una exposición investigativa de la maldad intrínseca del sistema del Estado, y una gloriosa afirmación del inestimable beneficio de la acción voluntaria y la libre competencia..." mientras que lo amonesta por su apoyo al beneficio en el comercio 
(pero considera, a diferencia del mismo Herbert, que el sistema de Herbert daría lugar a una economía sin beneficio). Según Eric Mack, Herbert consideró que las personas que "como Tucker, están a favor de la libre creación de asociaciones defensivas e instituciones jurídicas simplemente 
cometen un error verbal en llamarse a sí mismos "anarquistas"." Mack dice "Herbert también ha sido considerado un anarquista por importantes y razonablemente bien informados críticos como J.A. Hobson y T.H. Huxley ".
Herbert rechazó explícitamente la etiqueta "anarquista" para sus ideas. Sostuvo que la anarquía era una "contradicción", y que los voluntaristas "rechazan el credo anarquista". Ellos "creen en un gobierno nacional, apoyado voluntariamente... confiado con la fuerza sólo para la protección de la persona y la propiedad." Él llamó a su sistema de gobierno nacional financiado por contribuciones no-coactivas "el Estado voluntario". "("A Voluntaryist Appeal", Herbert Spencer and the Limits of the State, p. 239 and p. 228).
Según Chris Tame, "Él se negó a aceptar la etiqueta de «anarquista», en gran parte debido a una decisión semántica en la cual calificó al uso defensivo de la fuerza (que, naturalmente, aceptó) como "gobierno"." Richard Sylvan, señala que "una serie de acuerdos y organización políticos, incluidos los gobiernos de cierta clase, son totalmente compatibles con la anarquía". Por el contrario, los anarquistas se oponen al Estado o "gobierno coercitivo". Sean Sheehan señala, "una distinción pertinente para el ideal anarquista es la diferencia entre el gobierno, refiriéndose al Estado, y gobierno, refiriéndose a la administración de un sistema político. Los anarquistas, como todos, tienden a utilizar la palabra gobierno como sinónimo de Estado, pero lo que es rechazado por la oposición apriori del anarquismo hacia el Estado no es el concepto de gobierno como tal, sino la idea de un Estado soberano que reclama y demanda obediencia, y si es necesario la vida, de sus súbditos ".
El anarquista William R. McKercher señala que a Herbert "a menudo erróneamente se lo identifica como un anarquista", pero " una lectura de la obra de Herbert mostrará que él no era un anarquista ". La principal revista anarcocomunista de la época señaló que los "Auberon Herbertites en Inglaterra son denominados a veces Anarquistas por extraños, pero están dispuestos al compromiso con la inequidad del gobierno de mantener la propiedad privada."
Desde el desarrollo del anarcocapitalismo en la década de 1950, por lo menos un anarcocapitalista, Hans-Hermann Hoppe, cree que Herbert "desarrolla la idea spenceriana de la igualdad de libertad hacia su consecuencia lógica anarcocapitalista final" como se señala en una bibliografía. Sin embargo, el anarquista capitalista Murray Rothbard disentía y llamó a Herbert un "casi anarquista."

## Crítica
El anarquista individualista, Victor Yarros, tomó nota de lo que él cree que es una falla fundamental en la ideología Herbert, es decir, la inequidad económica. En un artículo llamado "Private Property and Freedom", Yarros sostuvo que Herbert "cree en permitir a las personas mantener todas sus posesiones, no importa cuán injustamente sea adquirida" como el robo y la usurpación pasada. Yarros sostiene que "Nosotros, por otra parte, al tiempo que insistimos en el principio de la propiedad privada, de la riqueza obtenida en virtud de la honestidad en el reinado de la libertad, no pensamos que sea injusto o imprudente desposeer a los propietarios que han monopolizado la riqueza natural por la fuerza y el fraude." Según Carl Watner "Herbert nunca defendió su posición en Liberty." 
El anarquista comunista Piotr Kropotkin se hizo eco de Yarros y argumentó que el "individualismo moderno iniciado por Herbert Spencer es ... una poderosa acusación en contra de los peligros y errores del gobierno, pero su solución práctica del problema social es miserable - así de miserable que nos lleva a preguntar si el hablar de «no fuerza» será simplemente una excusa para apoyar a la dominación terrateniente y capitalista."
G.K. Chesterton escribió que "Herbert Spencer realmente fue tan lejos como pudo en la dirección del individualismo, al igual que Karl Marx fue tan lejos como pudo en la dirección del socialismo Dejó sólo al galante y excéntrico Auberon Herbert dar un paso más, y prácticamente proponer que deberíamos abolir la policía; y meramente asegurarnos a nosotros mismos contra los ladrones, asesinos, como contra los incendios y accidentes."
J.A. Hobson, un progresista de izquierda, en su ensayo sobre Herbert, "A Rich Man’s Anarchism" dijo que el apoyo de Herbert a la exclusividad de la propiedad privada, como un derecho inalienable, daría lugar a que los pobres sean esclavos de los ricos. Herbert "permite, a los llegados primero monopolizar sin restricción de los mejores suministros naturales" (a manera de una primogenitura). Hobson concluyó: "Por lo tanto, la «libertad» de unos pocos (en el sentido de Herbert) implica la «esclavitud» de la mayoría. "(p. 394). El académico M.W. Taylor señala que "de todos los puntos planteados por Hobson ... este argumento fue el más eficaz, y Herbert no pudo proporcionar una respuesta satisfactoria ".